# Saint-Clément (Aisne)
 Saint-Clément  es una población y comuna francesa, en la región de Picardía, departamento de Aisne, en el distrito de Vervins y cantón de Aubenton.

## Demografía
| 96 | 80 | 66 | 71 | 69 | 59 |
| Para los censos de 1962 a 1999 la población legal corresponde a la población sin duplicidades (Fuente: INSEE [Consultar]) |    |    |    |    |    |